# Casimiro Vigodet

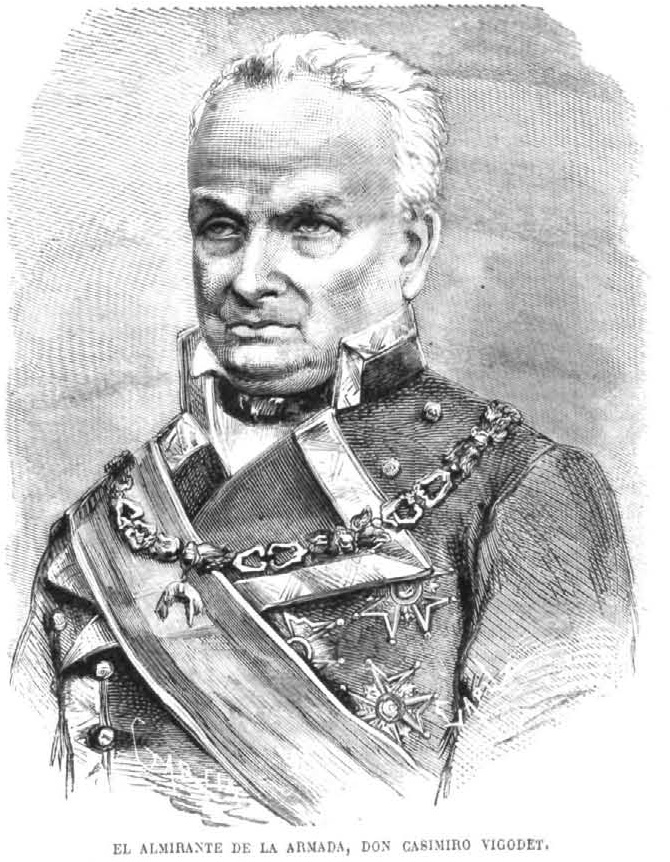
El almirante de la Armada Casimiro Vigodet. Grabado de Capuz por dibujo de García. La Ilustración Española y Americana, 5 de noviembre de 1870, año XIX, n.º 25, p. 389.

Casimiro Vigodet y Garnica (Ferrol, 6 de diciembre de 1787-Cádiz, 2 de enero de 1872) fue un político y militar español, ministro de Marina en el gabinete Pérez de Castro (1839). Fue Jefe del Departamento de Cádiz, Capitán general supernumerario de la Armada en 1858, cargo que obtuvo en propiedad más adelante, y se cambió por el de almirante al reorganizarse el Cuerpo en 1869. Presidente del Tribunal del Almirantazgo. También fue nombrado senador vitalicio en 1851.

## Biografía
Sentó plaza de Guardiamarina, en la Compañía del Departamento de Cádiz, el día seis de diciembre del año de 1799.
Siendo alférez de fragata en el navío San Ildefonso, participó en el combate de Trafalgar, en el que fue hecho prisionero. Tras diversos destinos y mandos, ascendió a capitán de navío el 1825.
En 1835 se le reclamó a Madrid, donde permaneció hasta el año de 1836, en que fue ascendido a brigadier. Fue destinado como comandante de los tercios navales de Barcelona y de las fuerzas marítimas de estas costas, cargo que fue desempeñado hasta el día dieciséis de agosto de ese mismo año, por haber sido designado diputado a Cortes por la jurisdicción de La Coruña.
En el mes de septiembre del año de 1836, se le otorgó el mando del Departamento de Cartagena, hasta el año de 1839, en que se le ascendió a jefe de escuadra.
Fue designado secretario de Estado y del Despacho de Marina, Comercio y Ultramar, cargo al que renunció, incluyendo en su notificación también el de comandante del departamento de Cartagena.
En el año de 1840, fue llamado a Madrid porque la reina Isabel II quería utilizar el celo y conocimiento de este general, por lo que se le otorgó el cargo de vocal del Consejo de Gobierno y Dirección de la Armada, para que de ella emanaran las reformas más convenientes para la Armada. Al ser disuelto éste Consejo, se le designó vocal del Tribunal Supremo de Guerra y Marina.
En el año de 1844, se le encomienda la misión, de estudiar los adelantos sufridos en la construcción naval, por lo que se traslada al Reino Unido, donde ésta se encontraba a la cabeza del mundo. De su aprobación en el año de 1849, se construyeron en aquel país, los vapores de guerra Colón, Pizarro y Cortés, siéndole encargada la supervisión de su realización.
En este mismo año y por su gran labor realizada, se le ascendió a teniente general, siendo nombrado capitán general del Departamento de Cádiz.
En el mes de mayo del año de 1852, se le designó Ministro de Marina. Al cesar en el ministerio, se le ocupó en diversos destinos de la Administración central, entre otros, el de vicepresidente del Almirantazgo. Posteriormente se le destinó, como capitán general del Departamento de Cádiz.
En el mes de noviembre del año de 1858, se le asciende a Capitán General supernumerario. En el año de 1866, se le otorga el empleo en propiedad.
En el año de 1869, se reorganizó la Armada, entre otras cosas se cambió los grados de Generales a los de Almirantes, por lo que se le nombró Almirante, que pasó a ser la máxima dignidad de la Armada.
Gran favorecedor del Museo Naval. De cultísima reputación, mejoró en España las ciencias náuticas. Fue el último superviviente de los oficiales que participaron en el tristemente recordado, combate de Trafalgar.
Era poseedor de muchísimas condecoraciones, tanto españolas como extranjeras, entre otras: Placas y Grandes Cruces de la Real y Militar Orden de San Hermenegildo; de la Real y Muy Distinguida Orden de Carlos III; de la Real Orden Americana de Isabel la Católica; de la Orden del Mérito Naval con distintivo Rojo y el Collar del Toisón de Oro, además de ser Gentilhombre de Cámara con ejercicio.
| Predecesor: José María Chacón Sarraoa | Ministro de Marina 1839 | Sucesor: José Primo de Rivera |